# Colda
Colda  foi um fabricante francês de automóveis, operando entre 1921 e 1922. A empresa foi fundada em Paris; os automóveis construídos tinham um motor de quatro cilindros de 1.847 cm3 fabricados por Sergant.